# Zaravand
Zaravand fou una ciutat i un districte de la regió del llac Urmia, a Armènia, situat al nord d'Her (Khoi). Limitava al nord amb el Djuash; a l'est amb el Bakan o Bakian; a l'oest amb l'Alandrot i l'Anzakhi Tzor; i al sud amb l'Arma, que el separava del Zarehavan. El riu Alandrot era la frontera amb Her.
Poblada per àrabs al segle viii, fou seu d'un petit emirat rodejat de territori de Baspracània excepte pel sud (per Her), que va existir des del segle ix fins al segle xi.
El 887 Grigor Derenik de Baspracània va iniciar una campanya contra els caps àrabs de Her (Khoi) i Zaravand. L'emir d'Her es va sotmetre. Grigor va entrar en el territori musulmà i va arribar a una ciutat que es deia Pherotak (al Zaravand), on un emir de nom Abelbers (suposadament de Zaravand) li va parar una emboscada i Grigor va morir de cops de llança.
El 905 Baspracània va ocupar Amiuk i els seus habitants foren degollats. Això va provocar l'aixecament dels camperols i pobladors musulmans de zones properes que estaven sotmesos als Arzerunis. La revolta es va iniciar a Salamas o Salmas (al nord-oest del llac Urmia, regió de Zarehavan). Una incursió musulmana va arribar fins prop de Van i fou rebutjada per Thadeos Akeatsi governador de Shamiram i del districte de Djuash (al nord-est de Baspracània) a la batalla de Phaitakshtan; un altre combat va tenir lloc a Gerat. La rebel·lió es va estendre per la regió del llac Urmia (principalment per Zaravand al nord-oest) i Shahpuh Akeatsi, un germà de Thadeos, va morir en un combat lliurat a Liugik.
El 1022 va quedar fora del catepanat de Baspracània.